# Semenkî, Nemîriv
Semenkî (în ucraineană Семенки) este localitatea de reședință a comunei Semenkî din raionul Nemîriv, regiunea Vinnița, Ucraina.

## Demografie
Componența lingvistică a localității Semenkî
     Ucraineană (96,75%)
     Rusă (2,96%)
     Alte limbi (0,3%)
Conform recensământului din 2001, majoritatea populației localității Semenkî era vorbitoare de ucraineană (96,75%), existând în minoritate și vorbitori de rusă (2,96%).